# Onobrychis transcaucasica
Onobrychis transcaucasica är en ärtväxtart som beskrevs av Aleksandr Alfonsovitj Grossgejm. Onobrychis transcaucasica ingår i släktet esparsetter, och familjen ärtväxter. Inga underarter finns listade i Catalogue of Life.